# فرد نورمان
فرد نورمان (بالإنجليزية: Fred Norman)‏ هو لاعب كرة قاعدة أمريكي، ولد في 20 أغسطس 1942 في سان أنطونيو في الولايات المتحدة.

## وصلات خارجية
- فرد نورمان على موقعبيزبول رفرنس.كوم (الدوري الرئيسي) (الإنجليزية)
- فرد نورمان على موقعبيزبول رفرنس.كوم (الدوري الثانوي) (الإنجليزية)
- فرد نورمان على موقع جمعية أبحاث البيسبول الأمريكية (الإنجليزية)
- فرد نورمان على موقع مشجعي الرسوم البيانية (الإنجليزية)